# أديلبيك نيازيمبيتوف
أديلبيك نيازيمبيتوف (مواليد 19 مايو 1989) هو ملاكم كازاخستاني، مثّل بلاده في دورتي الألعاب الأولمبية الصيفية 2012 و2016.

## وصلات خارجية
أديلبيك نيازيمبيتوف على موقع بوكس ريك (الإنجليزية) (registration required)
- أديلبيك نيازيمبيتوف على موقع اللجنة الأولمبية الدولية (الإنجليزية)
- أديلبيك نيازيمبيتوف على موقع أوليمبيديا (الإنجليزية)